# Aid infodienst
Der aid infodienst (kurz aid) war bis zu seiner Auflösung am 3. November 2016 ein Informationsdienst im Bereich Ernährung, Landwirtschaft und Verbraucherschutz. Aid war ein gemeinnütziger Verein mit Sitz in Bonn.
Der aid infodienst bereitete Informationen aus Wissenschaft und Praxis in Form von Zeitschriften, wie der Zeitschrift Ernährung im Fokus, sowie Broschüren, Internetinhalten, Filmen und Software auf und veranstaltete Konferenzen. Die Informationen richteten sich an Verbraucher, Landwirte, Lehrer und Journalisten. Das Informationsangebot enthielt mehr als 600 Medien in den Bereichen „Verbraucherschutz und Ernährung“ sowie „Landwirtschaft und Umwelt“. Speziell an Grundschulkinder richtete sich der aid-Ernährungsführerschein, mit dem bis März 2013 über 580.000 Kinder den Erwerb von Grundwissen über gesunde Ernährung dokumentiert haben.
Der Verein finanzierte sich mit öffentlichen Mitteln des Bundesministeriums für Ernährung und Landwirtschaft und über seine Veröffentlichungen. Im Jahr 2010 betrugen die Ausgaben des Vereins knapp 6,5 Mio. Euro. Davon wurden gut 4,6 Mio. durch den Bund finanziert, knapp 1,8 Mio. stammten aus eigenen Mitteln.
Aid wurde am 5. Mai 1950 in Frankfurt am Main im Rahmen des Marshallplanes als „Land- und Hauswirtschaftlicher Auswertungs- und Informationsdienst (AID)“ gegründet. Ursprünglich bestand die Aufgabe des Vereins darin, Landwirte über Möglichkeiten zur Produktionssteigerung zu informieren und so in der Nachkriegszeit die Ernährung der deutschen Bevölkerung sichern zu helfen. Das Akronym „aid“, engl. für „Hilfe“, stand für diese Unterstützungs- und Hilfeleistung. Im Zuge veränderter Ernährungsgewohnheiten wurde aid 1977 mit dem „Bundesausschuss für volkswirtschaftliche Aufklärung“ und dem „Kontaktbüro Verbraucheraufklärung“ fusioniert und erhielt zusätzlich die Aufgabe, Verbraucher über Lebensmittel und gesunde Ernährung zu informieren und aufzuklären.
Der Verein konnte satzungsgemäß nur bis zu 60 Mitglieder haben. Die Mitglieder mussten natürliche Personen sein. Sie wurden in einem Quotenmodell von verschiedenen Organisationen vorgeschlagen, darunter das BMEL, die für Verbraucherschutz, Ernährung, Landwirtschaft und Forsten zuständigen obersten Landesbehörden, der Zentralausschuss der deutschen Landwirtschaft, der Deutsche Gewerkschaftsbund oder Organisationen des Ernährungsgewerbes. Diese Organisationen entsandten auch Mitglieder in den Verwaltungsrat, der den Geschäftsführer bestellt, den Vorstand überwacht und ihm gegenüber weisungsbefugt ist. Aid hatte 68 Mitarbeiter (Stand 2010) und mehrere thematisch orientierte Fachbeiräte.
Der Verein löste sich 2016 auf. Teile des Vereins wurden in das neu an der Bundesanstalt für Landwirtschaft und Ernährung eingerichtete Bundeszentrum für Ernährung und in eine ebenfalls an der BLE neu gegründete Kompetenzeinheit für landwirtschaftliche Fachinformationen überführt.